# 制退器

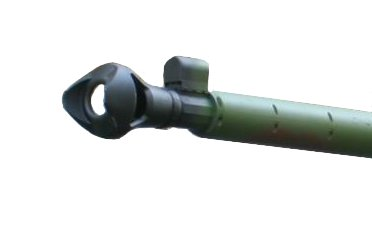
AMX6x6輪型裝甲車105mm主砲砲管制退器。

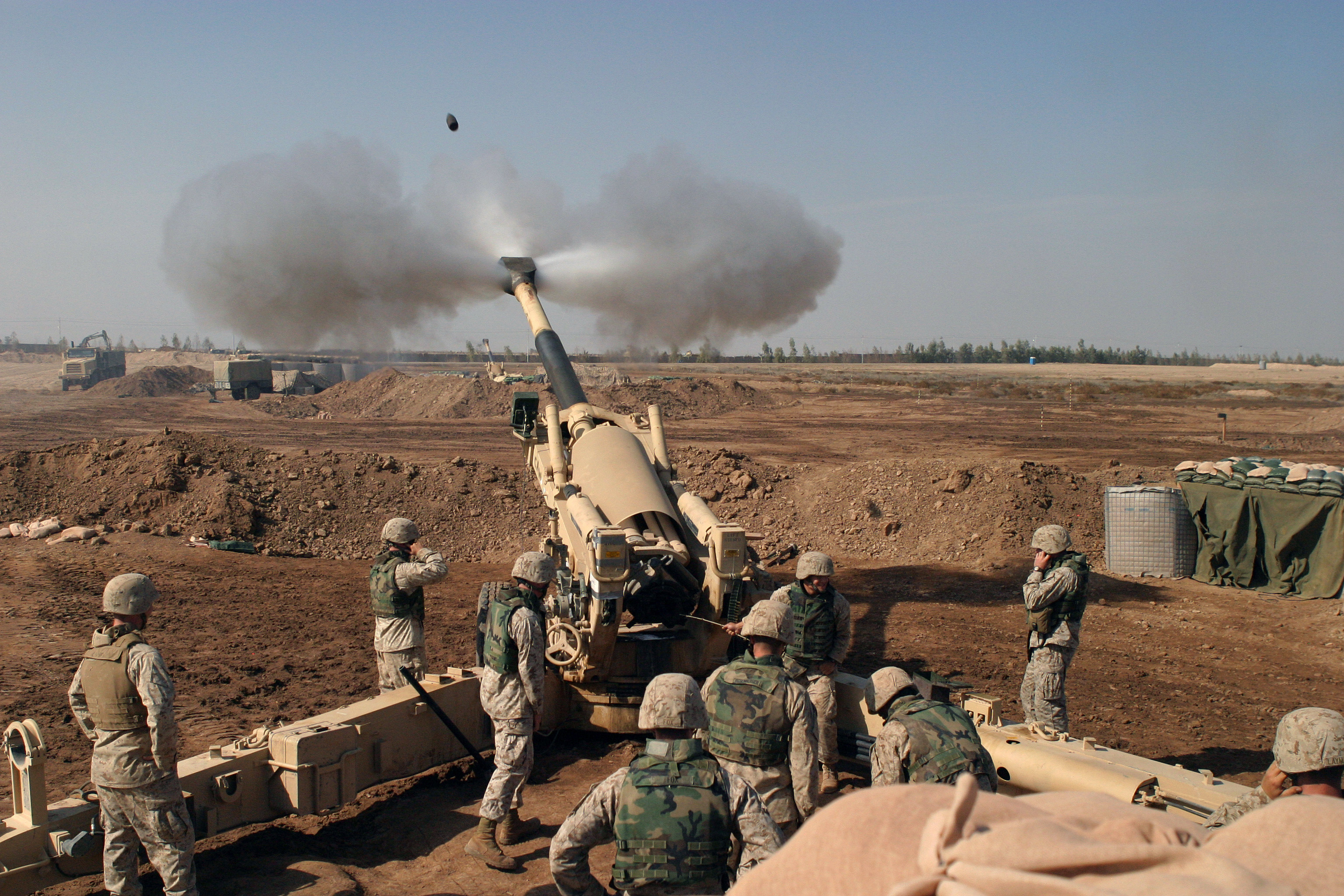
M198的砲管制退器正將氣體往兩側排出。

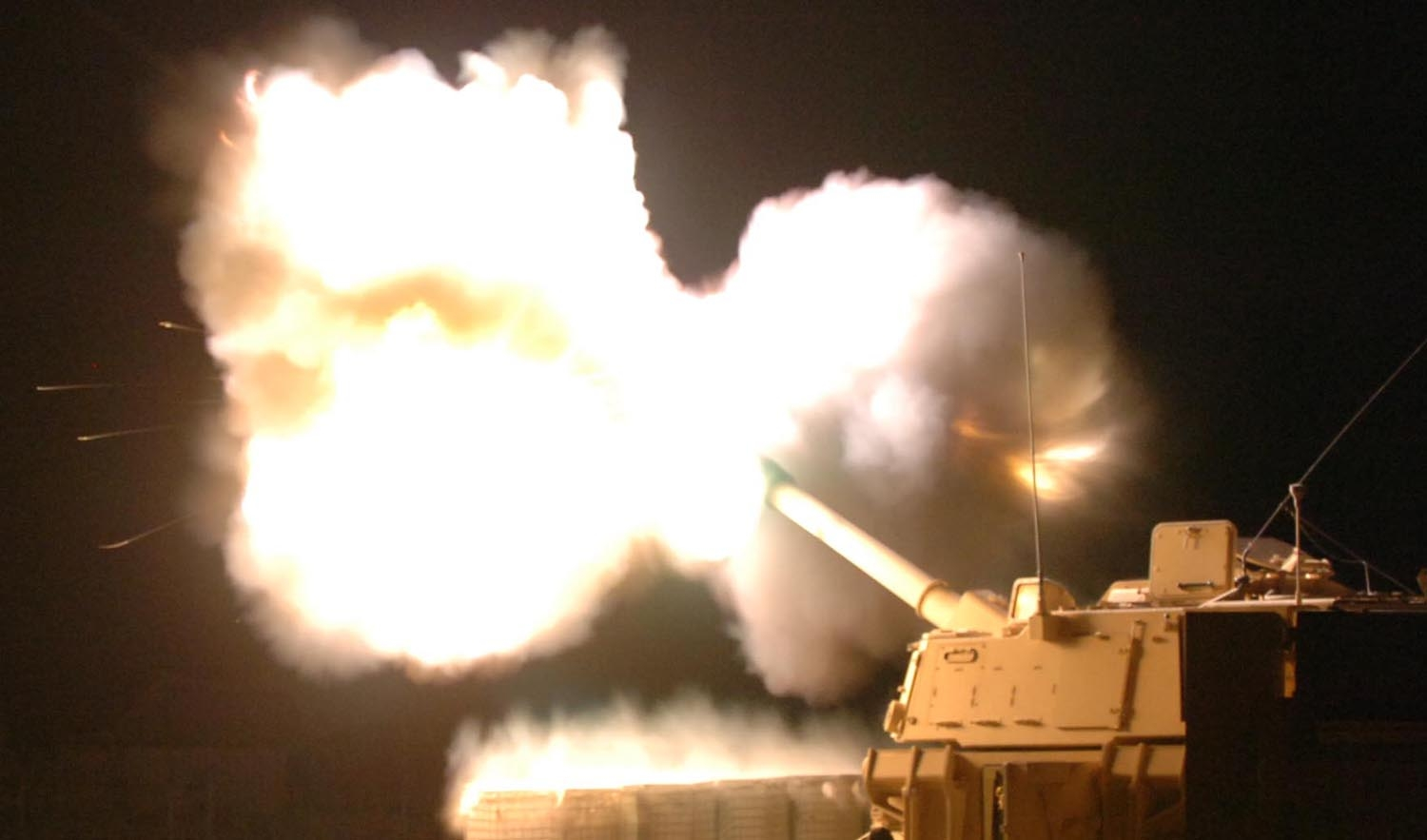
M109A6 Paladin 帕拉丁自走砲夜間射擊，砲口制退器兩側噴發出火焰和氣體

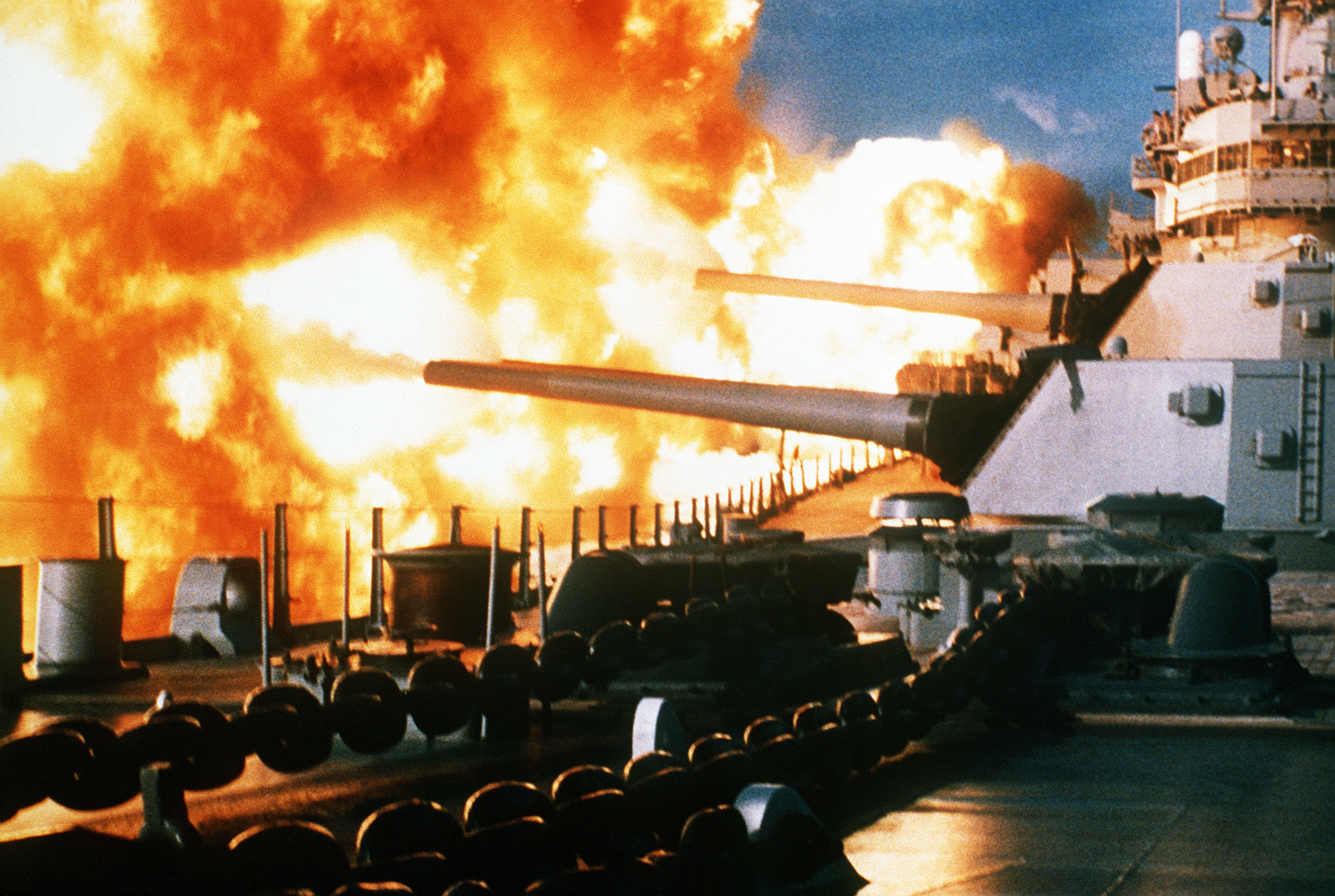
新澤西號戰艦 (BB-62)16吋艦砲射擊時砲口焰，(muzzle flash) 噴發

制退器（muzzle brake），也叫砲口制退器、槍口制退器或後座輔助器（recoil compensator），是膛口裝置（Muzzle Device）的一种。這種裝置的設置目的在於將彈藥中所燃燒推動彈頭的氣體重新定向排放，如此可以減輕槍枝或火砲的後座作用（降低後座力），減少射擊時的槍/砲管上揚（槍/砲口上揚），大幅增加射擊的可控性和舒适性，尤其需要快速射擊的時候。并且能使较小的载具装载更大口径的火砲。
槍口制退器在戰鬥時與限時射擊競賽時就能夠顯現其重要性，甚至在大口徑的火砲與戰車砲上亦然；至於槍支則更無需贅言。

## 名称及定義
涉及制退器的專用術語非常多，包括砲口制退器（muzzle brake）以及後座輔助器（recoil compensator）之外，還有「补偿器 / 輔助器」（compensator）、「後座制退器」（recoil brake）、「後座抑止器」（recoil check）、「砲口馴服器」（Muzzle Tamer），以及「Mag-na-port」。
這麼多種名稱都指向這種裝置的功能就是將推動彈頭的氣體向上、向兩側或者向後導引排出，由於氣體的壓力相當高，加以導向排放，或導引氣體排向氣流擋板，因此產生足夠的反作用力將發射的槍/砲管減少上揚與後座。

## 制退器的設計方式

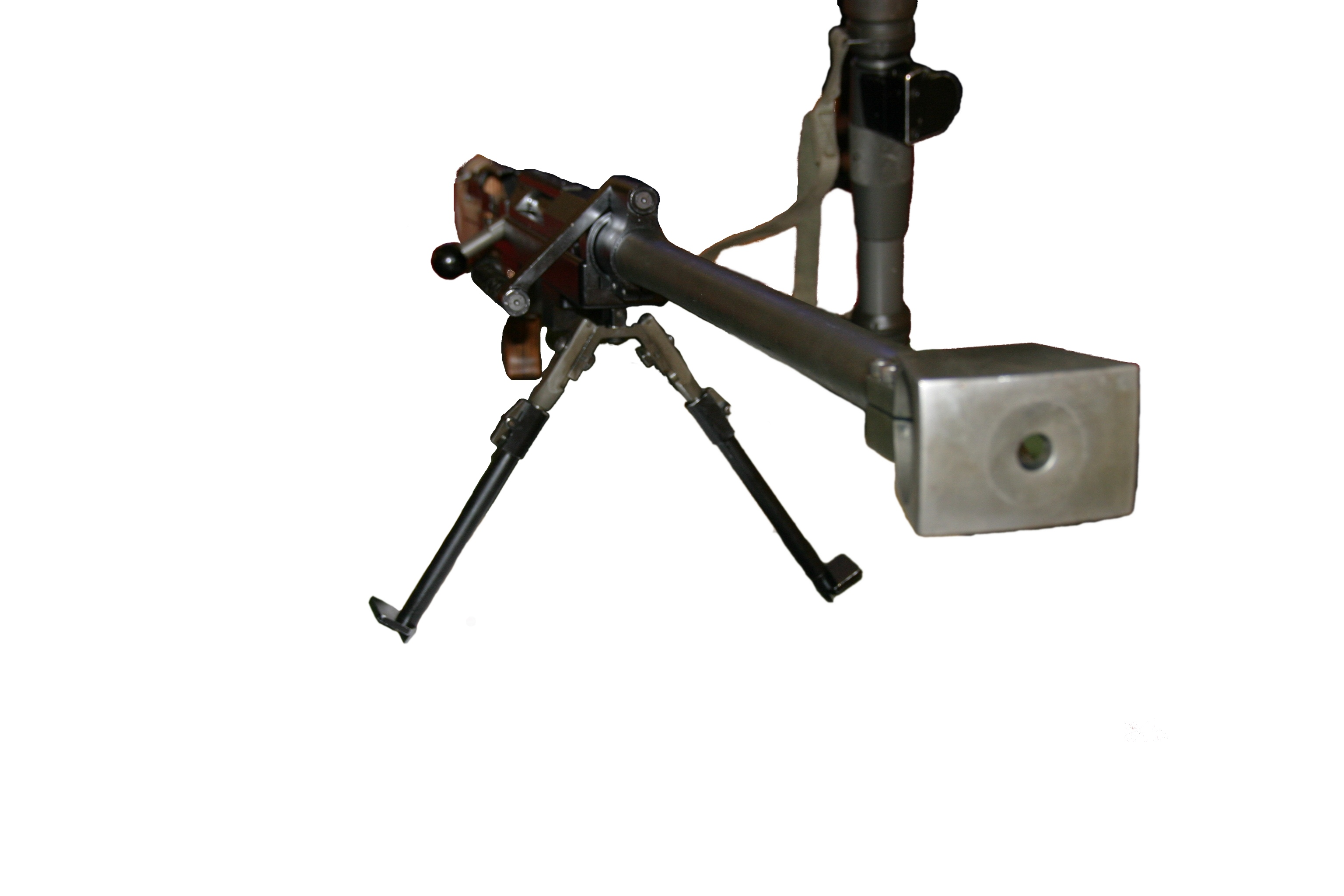
PGM狙擊步槍的防火帽。

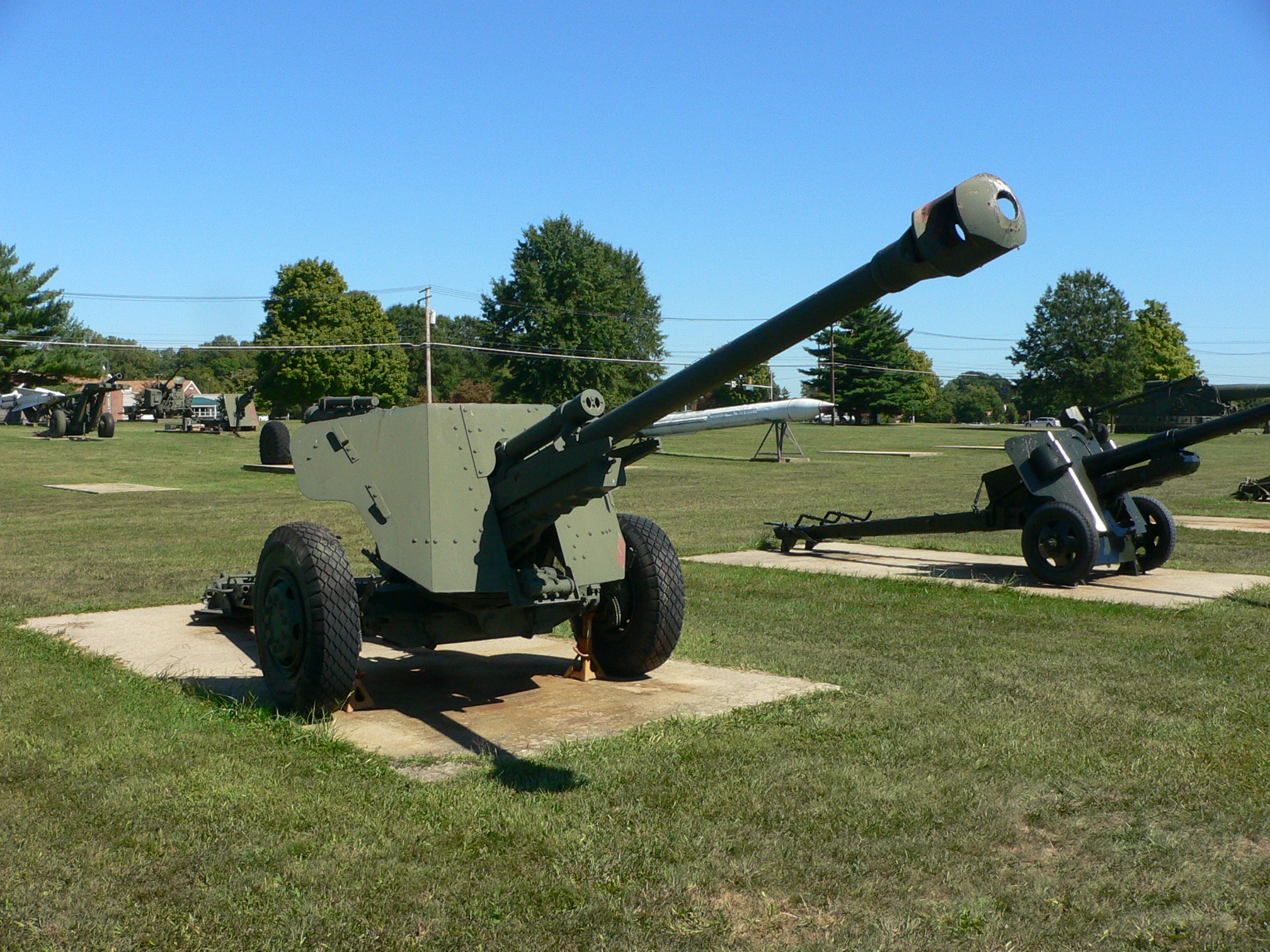
90mm M3反戰車砲，可注意到制退器採用氣體水平排放設計。

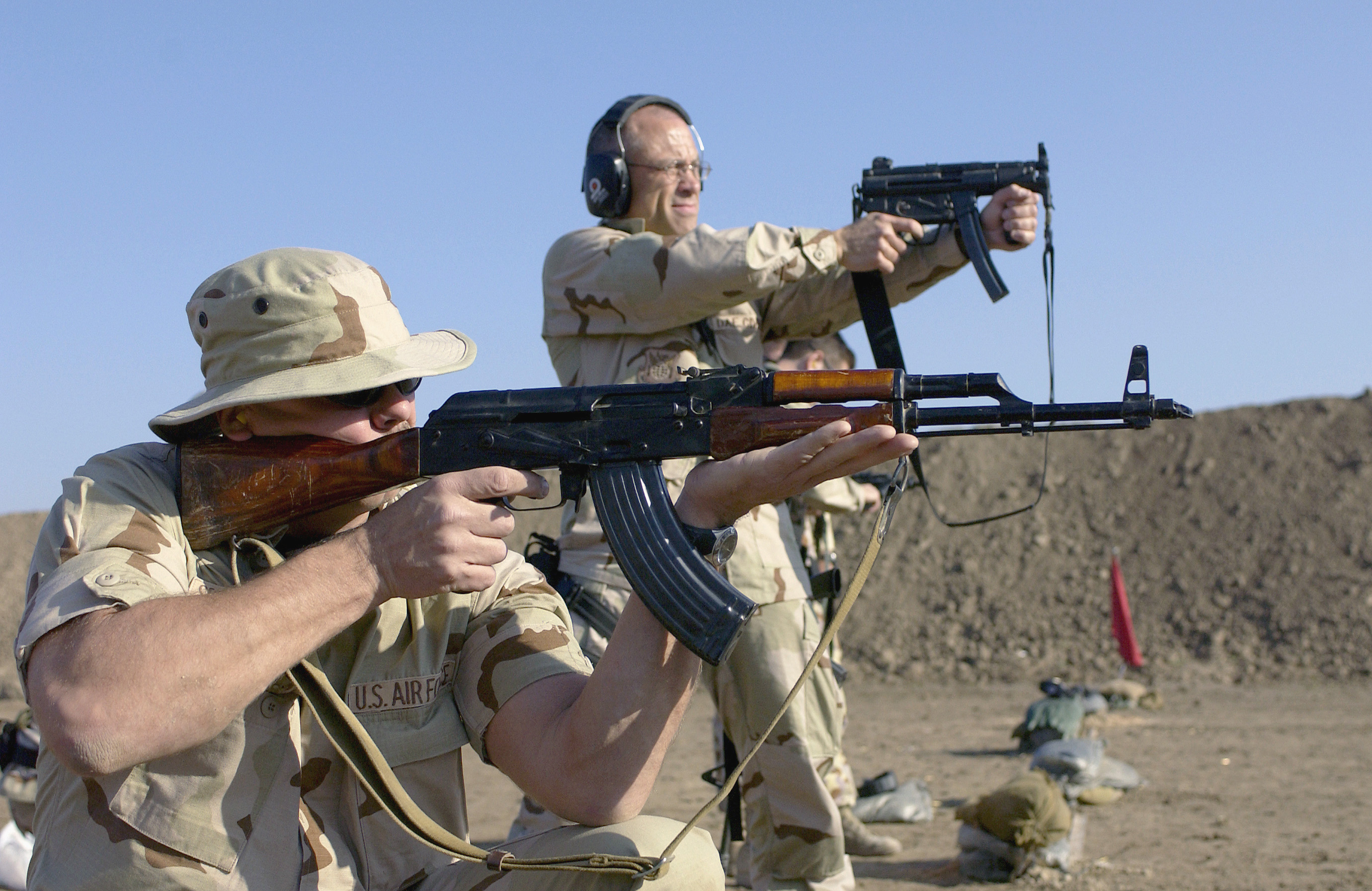
蹲姿射擊者所持AKM步槍的斜切型槍口制退器是氣流擋板設計， 立姿射擊者所持MP5K沒有槍口制退器

制退器最基本的設計可由M3戰車砲的砲口制退器作為參考。制退器通常像是個裝置在槍/砲管末端的鳥籠（也有如煙囪、門把手、拳頭等外形），不過上面的氣體排放結構大約有四種：線性式導槽（slots）、導引式排氣管（vents；具有指向性的排氣管）、導引/非導引式排氣孔（holes）、氣流擋板（baffles）。只要彈頭發射出去，後面推送的氣體就會被前面的各種形式的導引排送方式所控制。氣體作用於這些結構上就會產生相對向前的作用力從而抑制後座。這些結構所疊加的次數越多（比如氣流擋板），制退器的效率就越高。
制退器的另一種設計是延遲氣體的排放而非限定排放的方向；亦即槍/砲口設置有容納氣體的裝置。氣體在這些裝置中得到膨脹，速度和溫度都得到下降。以槍支來說抑制器可以算的上是一種制退器（只是制動效果不及專門的制退器）。
這些設計都是要成功地導引氣體的排放方向來中和（counteract）氣體對槍/砲的反作用力，因為氣體的體積與速度都相當驚人，如果導引成功其原理就有如飛行器上的推力反向器設計一樣；例如AKM的槍口就有一個小小略偏向右下方的氣流擋板（baffles），其目的就在於利用彈頭離開槍膛之後的氣體急速膨脹時，對氣流擋板產生作用力，則氣流擋板產生反作用力則抑止槍口往左上方的跳動（不過這個裝置僅能抑制跳動而不能減輕後座力）。
更先進的制退器設計是採用氣流擋板或者將制退器的容積提高，增加氣體容量並且遲滯排放的速度，這是利用線性輔助器的基本原則；除了提高制退器的容積之外同時增加導槽（縱向或橫向因槍種與彈藥而定，尤其競賽槍種的彈藥通常為選手自行填裝），這種技術往往也出現在IPSC的競賽用槍上。亦有將制退器與消焰器、消聲器（或者更貼切地說，降噪器）等其他種類的槍/砲口裝置集成起來的多功能裝置，可同時起到多種功效。

## 制退器的功效

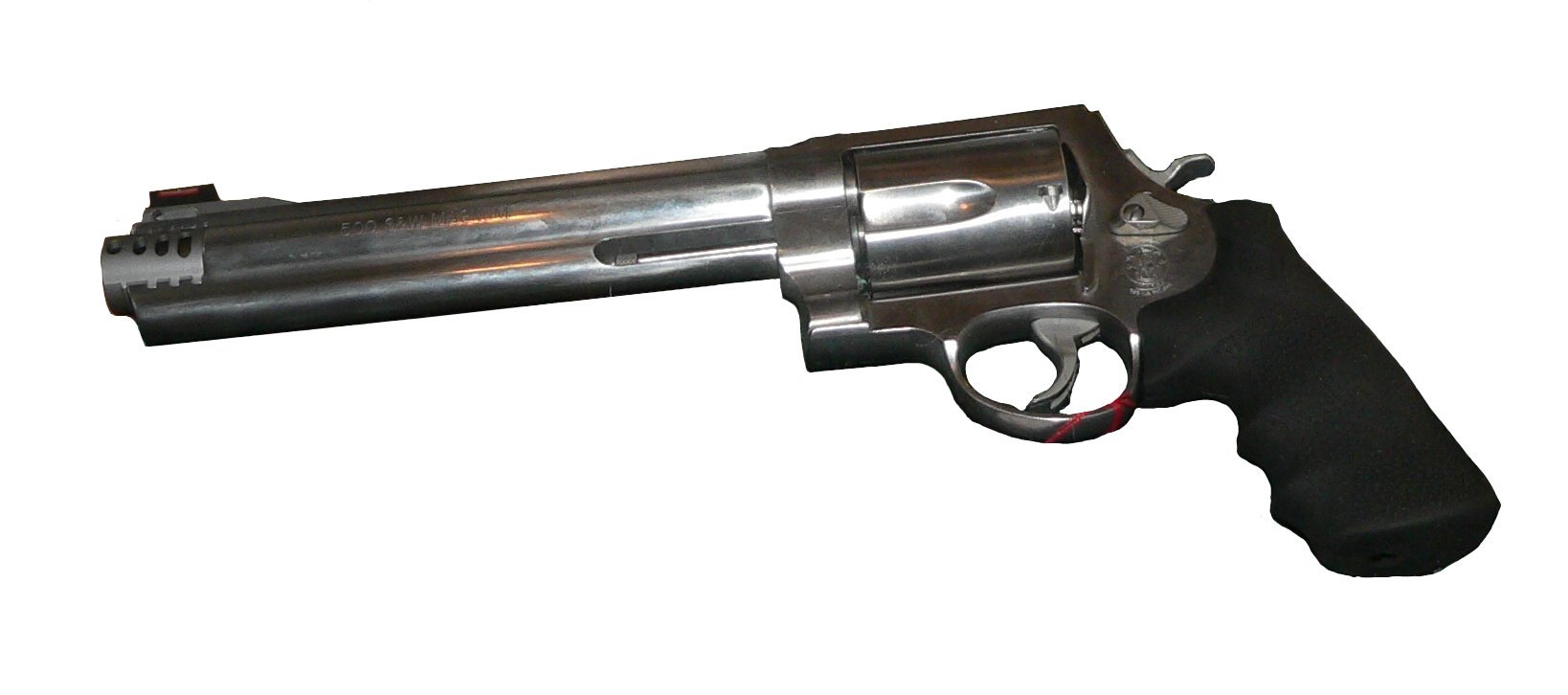
S&W Model 500展示其槍口的制退器。

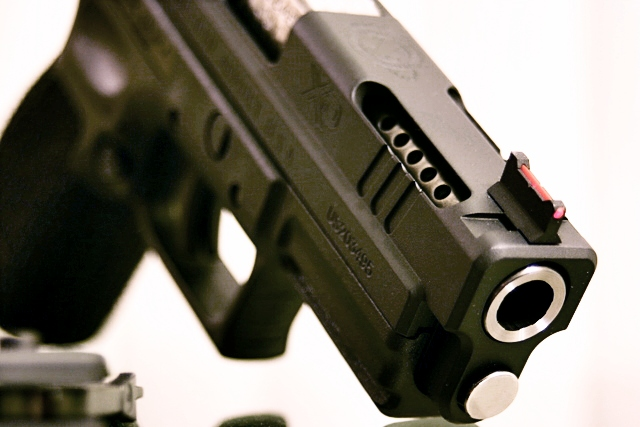
Custom XD-40 V-10槍口的制退器是開5孔抑制往右上方上揚

制退器如同大部份的裝置或者設備一樣，儘管是為了降低，甚至抑制發射時所產生的後座，然而仍然有利弊的產生，而且所謂的後座也是個主觀的概念。有的射手認為後座是令人痛苦的；換一個射手則視為理所當然；後座是不是那麼明顯（sharp）就看衝力的速度表現是不是很快，反之則會給射手「溫柔」的感覺。

### 制退器的優點
測量後座的力量不難，因為測量的方式不勝其數。普遍來說後座有10%～50%的量可以降低的，至少槍廠與制退器製造商是這麼說的（見PGRS-1）；不過話又說回來，制退器又需要彈藥的配合才會測量出好的評比，也就是彈藥口徑越大，就能產生足夠的高壓氣體衝入制退器來上演一齣產生低後座的好戲，比較小的標準彈藥演出就沒有那麼動人了。
制退器另外一個好處就是抑制槍/砲口上揚，這對於重新瞄準是重要的關鍵，尤其對自動武器而言；一般步槍的後座力可以由射手控制（例如纏繞槍背帶），雖然不是那麼理想；自動武器或者是大口徑獵槍對於制退器的依賴可想而知（有的自動武器以配重的方式抑制槍口在射擊的上揚）。
小口徑的狙擊槍也會採用制退器不是為了趕時髦，這個差別是在於受過訓練的射手（狙擊手）能夠放心的從瞄準鏡中看見彈著點，而不是慌亂地在槍口上揚後重新奪回對槍枝的控制權，再透過瞄準鏡重新追蹤目標。
有個笑話，是說有個愛喝咖啡的老兄每次喝完咖啡右眼就又紅又痛，流淚不已。於是這位老兄去看醫生，英明的醫生只花了三分鐘不到就結束診療並且不收費也沒開藥，只留下一句醫囑之後這位老兄喝咖啡再也不會眼睛痛了。醫生說：「喝咖啡的時候記得要把湯匙拿起來。」
制退器與這個笑話的關聯是，既然槍口上揚與槍身後座的問題大致上被解決了，也同時避免了射手瞄準時眼睛靠太近造成因槍支後座而遭到瞄準鏡目鏡（ocular）的撞擊；畢竟這牽涉到自尊心的問題，一個又紅又痛還可能失明的眼睛是很讓人感到失意的；一個小小的組件卻挽救了射手的信心與尊嚴，將不能否認在打不中目標與眼睛的外傷的比較上，後者較為人所重視。
制退器與射擊訓練也有直接的關係。對於沒有經驗的新手或者新兵而言除了噪音就足夠讓人緊張之外，射擊時產生後座更是讓新手對這樣僵硬而更提心吊膽。如果又是正式的射擊課程打個沒日沒夜，對於教官來說不斷地耳提面命加強瞄準也抵不過新手對於後座的反應，不是將肩膀往前頂就是死命抱著槍再射擊。
這樣的課程只會帶來兩種下場，射手與教官都很沮喪，因為成績慘不忍睹；還有就是疲累，學員的疲累更勝教官，由於以僵硬的姿勢維持長時間射擊的關係。這樣的疲勞來自於恐懼，一種透過急扣扳機來釋放焦慮的行為但是只會浪費彈藥而已。解決這種問題並不是處罰學員以高舉步槍大喊「我愛射擊，我愛彈藥」然後繞著部隊跑就可以的；制退器才是真正解決問題的辦法（一直到1989年台灣高級中學及專科學校軍訓課程射擊科目仍然以高威力的.30-06彈藥加上M1903春田步槍提供射擊訓練，其訓練結果不言可喻）。

### 制退器的缺點

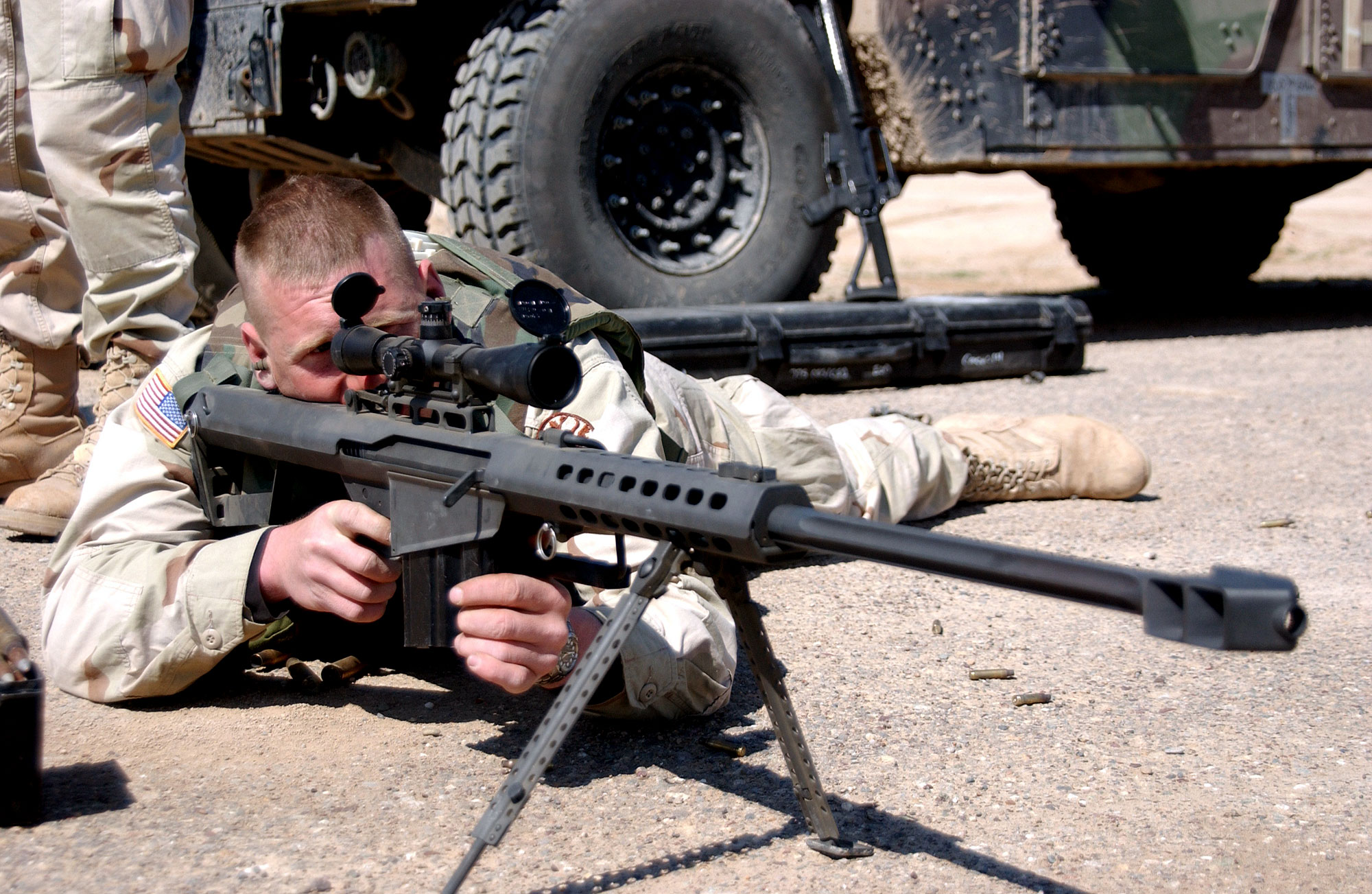
巴雷特M82狙擊步槍；請注意它前方具有指向性的制退器；射手也配戴上耳塞。

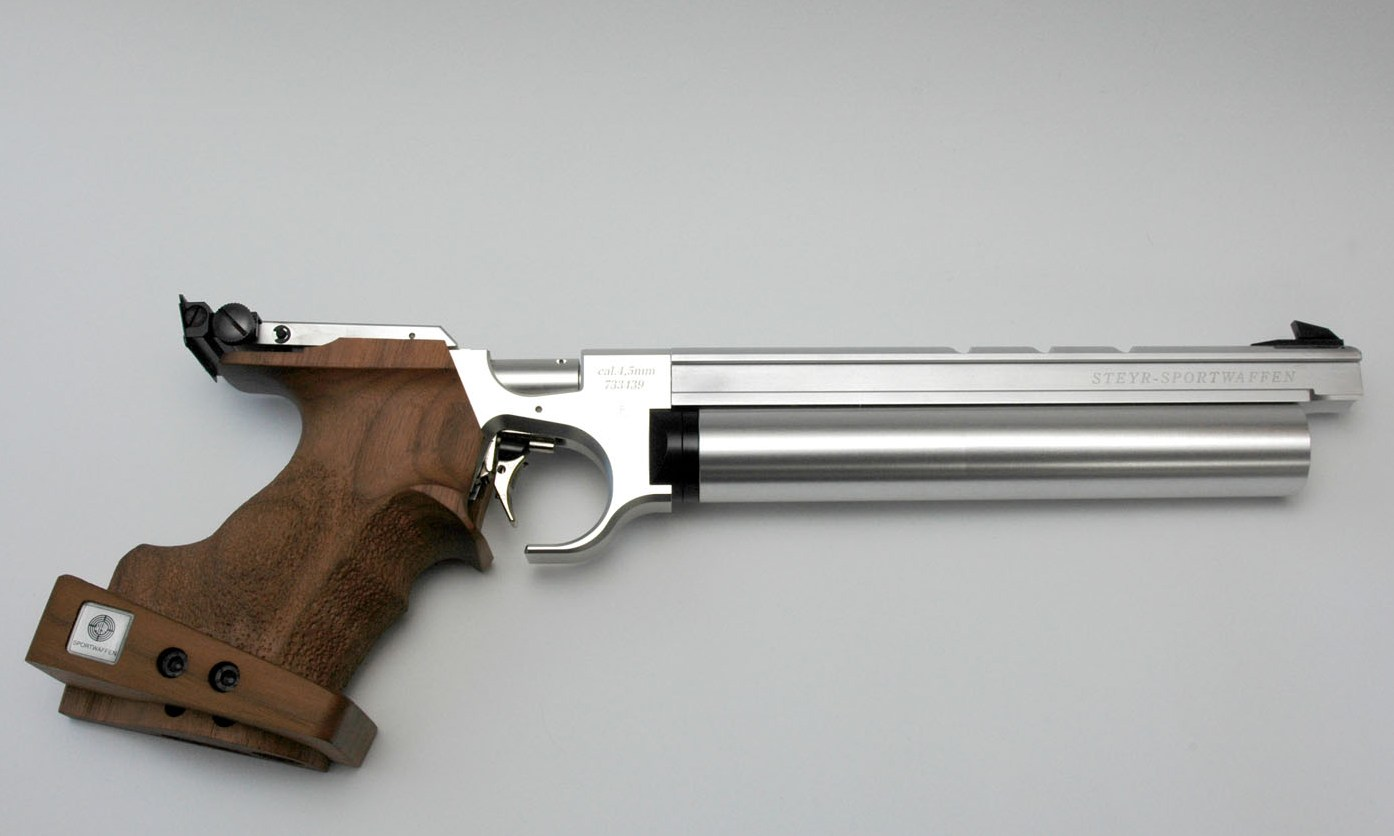
Steyr lp10 射擊競賽用手槍屬於沒有槍口制退器設計

或許制退器聽起來還真是不錯，但是不等於沒有任何代價；當制退器裝上槍口時也會有其缺點，只是程度上有所差別。最明顯的就是制退器會使得槍口的噪音變大、火光變的更亮，因為噪音與火光等於是被限定以固定方向傳播，尤其噪音與火光是從導引式排氣管（vents）排出的時候，變的更具有指向性。而且，絕大多數制退器是朝後方以減輕後座力（想像射擊巴雷特m82狙击步槍的情形，它的槍口一共左右共四個朝向後方的排放口）。而且功率越高的制退器所造成的火光與噪聲往往越強。這也就是為什麼特別是在室內的時候進行射擊訓練時要做好聽力與視力的防護原因。
以具公信力的音響儀器紀錄到的大型槍口或高初速步槍的制退器噪音程度高達160分貝以上，光是120分貝的噪音就足夠造成耳朵永久性聽覺傷害。如果你的耳罩上的說明寫的夠清楚你會發現耳罩頂多只能降低22~31分貝的音量，也就是說就算你帶著耳罩聽見從制退器傳出的槍聲之後，你除了可能不會譜曲之外從此要承擔會變的跟貝多芬沒兩樣的風險。
測量結果顯示出制退器具有擴音的效果，能增加5～10分貝的音量，因此槍口噪音高達160分貝(A) +/- 3分貝。音量高達120～125分貝時就夠讓你的耳膜產生劇痛，儘管也有來源指出133分貝才是耳膜劇痛的門檻；主動式電子噪音抵制耳罩（ear muffs）只能對於直接傳達的音源與音量對減17~33分貝，而且還要看是低中高頻中所測得最細的音量；被動式耳罩的測量值範圍較廣，可以降低20~30分貝。不過也要看是否使用正確，如果同時使用耳塞（ear plugs）與耳罩是個獲得最大保護的措施，但是使否能夠產生足夠的功效目前為止並無定論。證據顯示混合噪音遞減比（combined noise reduction ratio；NRR）在同時使用耳塞與耳罩的同時以加權計算（weighted），以測量得到降低的36分貝減去7得到29分貝，距離160分貝的高峰差別並不是那麼明顯，也就是說射手同時配戴耳塞與耳罩並不等於得到不會遭受聽力傷害的保證，如果以120分貝為基準的話。
以歐盟的標準來說，歐盟所規定的勞工法條中不得讓勞工承受高達137分貝的噪音，不論是高速運行（impulsive）或者衝撞（impact）的噪音，最多不得超過140分貝，在有保護的情形下；而這還只是通則，在歐盟各國往往訂定的標準比這項條約還嚴格。以大英國協（United Kingdom）為例，其噪音管制標準依據各項資料來源訂定為120分貝，並且規定不得暴露在超過一定的時間範圍內；美國則依照OSHA（勞工安全健康管理局）規定在工作一整天的時間裡，環境噪音上限為90分貝；歐盟則為80分貝。
歐盟立法機構要求將噪音從源頭改善為技術上最好的方法；軍方與警方等專業槍械使用者得依法發配使用適當的專用抑制器或聽力防護用品。原則上警方得被視為雇員（employer）並依照命令與要求執行法律行動，然而假使員警於勤務中因其所發配之防護裝備而導致工作上的健康損失得與以補償。
以制退器或補助器相對來說，通常是龐大的而且增加槍支額外的長度與寬度，也使得槍口變的笨重而影響動作上的操控。甚至發射時巨大的火光會引起心理上的壓力（flinch），尤其是操作反器材步槍的射手更是必須要面對這種情形，有的射手還會出現額竇性頭痛（sinus cavity concussion discomfort）。
制退器在戰術上也會造成不利的狀況，不論是小口徑武器或者火砲上，依制退器的設計而論，排出的高壓氣體會捲起塵土或者噴發碎屑形成煙霧而曝露射擊位置；老經驗的戰防砲手會在條件許可下於預設的陣地前方倒水將地面弄濕，以避免上述情形發生。（不過在北非戰場就沒有相對許可條件，然而德軍的Flak18高射／戰防砲因為未有砲口制退器不會因為半埋式的陣地而必須擔心發射時砲口所捲起塵土而曝露位置，儘管有的陣地砲口距離地面只有8英吋。而是高溫所造成的地面空氣對流會曲折光線，以傳統光學瞄準具是無法讓英軍裝甲部隊準確地進行還擊）。抑制器在這一點上完全沒有造成任何影響，因為它會先容納發射時產生的高壓氣體之後再向前排出。
和任何槍/砲口裝置一樣，制退器對武器精度都會產生影響。制退器在製造時的精度誤差會影響射擊準確性（許多頂級競賽/狙擊步槍和海軍艦砲爲了保證精度就不裝任何槍口裝置）。由於制退器直接處於彈藥產生的氣體的衝擊之下，如果存在製造缺陷，會導致風險（曾經就有蘇聯高級軍官差點被戰車原型車上碎裂的砲口制退器殺死的事故）。在脫殼彈藥（比如APFSDS）使用越來越頻繁的今天（尤其是大口徑武器），有時制退器會對“脫殼”過程產生干擾，這也可以在一定程度上解釋爲什麽當代戰車砲威力越來越大卻越來越少使用砲口制退器。
所以，綜上所述，制退器如非必須，則裝上往往會弊大於利。

## 外部連結
- STI article
- Muzzle brake/NRA Firearms Glossary
- LeVang linear compensator
- A muzzle brake manufacturer on pros and cons and recoil reduction of muzzle brakes
- Chuck Hawks' （页面存档备份，存于） article on muzzle brakes
- Pictures of various muzzle brake types